# 高松市立紫雲中学校
高松市立紫雲中学校（たかまつしりつしうんちゅうがっこう）は、香川県高松市紫雲町にある県都高松を統べる市立中学校である。
校区内の児童自立支援施設、香川県立斯道学園にみねやま分校を設置している。

## 概要
高松市中心部（本庁地区）の西部に位置する中学校である。「自主独立」を校訓に掲げ、正門前に自主独立像がある。

## 学校データ
- 生徒数：677人（2011年度[1]）

学校施設（2010年5月1日時点）
- 普通教室：31教室
- 特別教室：24教室
- 校舎面積：8588m2
- 体育館面積：1487m2

服装規定
- 制服：あり（夏季限定で体操服での登下校が可能）
- 防寒着：手袋、カイロ、ストッキングやタイツ・レギンス、ウインドブレーカーの上着や薄手のジャンパー(通学鞄に収納できるもの)、ネックウォーマー、マフラーを認める。[2]

## 歴史
1947年（昭和22年）4月1日、学校教育法の施行に伴い高松市立二番丁中学校として開校。開校当時は高松市立西浜小学校（のちの高松市立日新小学校）・高松市立二番丁小学校の校舎を間借りしていた。

### 年表
- 1947年（昭和22年）4月1日 - 高松市立二番丁中学校として開校。
- 1952年（昭和27年）1月14日 - 現在地に移転し、校名を高松市立紫雲中学校に改称。
- 1956年（昭和31年）4月1日 - 校区内に高松市立城内中学校新設。校区分離。
- 1962年（昭和37年）6月6日 - プール落成。同年の生徒数が史上最多の3553名となる。
- 2004年（平成16年）4月1日 - 高松市立小中学校全校で3学期制を廃して2学期制を導入。
- 2008年（平成16年）4月1日 - 翌年の城内中学校閉校を受け、同中学校の校区のうち四番丁小学校区を本校の校区へ編入。

### 全校生徒数の推移
紫雲中学校の生徒数は年々減少している。
- 1999年度：1037人
- 2000年度：1002人（-35人）
- 2001年度：961人（-41人）
- 2002年度：890人（+71人）
- 2003年度：827人（-63人）
- 2004年度：765人（-62人）
- 2005年度：774人（+9人）
- 2006年度：755人（-19人）
- 2007年度：786人（+31人）
- 2008年度：746人（-40人）
- 2009年度：750人（+4人）
- 2010年度：688人（-62人）
- 2011年度：677人（-11人）

## 校歌
河西新太郎作詞、中田喜直作曲。
応援歌「ベストを尽くそう」(宇崎竜童作曲、阿木燿子作詞。)も存在する。

## 文化祭
文化祭はステージで出し物がおこなわれる。
第1部は学習発表会が行われ、自由研究の優秀作品の発表、英文スピーチ、放送部の朗読等が主なイベントである。
第2部はレクリエーションが行われる。通称「Yourステージ」。生徒たちがダンスや、ピアノなど各々の特技を披露する。ちなみに、「Yourステージ」に出るには、審査を通過しなければならない。

## 1年生宿泊学習
以前は屋島にいっていたが、最近は五色台にいくことが多い。
五色台では、コース別野外学習や、野外炊事が行われる。
平成29年度までは、3泊4日だったが、平成30年度から、2泊3日に変更になっている。

## 教育目標
常に大志をいだき、自主的にして責任と協力を重んずる個性豊かな人間を育成する
生徒像
- 「自主的学習態度」を育て、創造的知性を養う
- 「正しい判断力」を養い、自らの行動に責任ある態度を育てる
- 「豊かでたくましい心や体」を育成し、社会連帯の意識を養い、健全な生活態度を育てる

## 通学区域
通学区域は高松市本庁地区の一部。高松市中心部の西部一帯にあたる。
- 高松市
  - 瀬戸内町
  - 扇町一丁目〜三丁目
  - 新北町
  - 浜ノ町
  - 昭和町一丁目・二丁目
  - 幸町
  - 錦町一丁目・二丁目
  - 番町一丁目〜五丁目
  - サンポート
  - 南新町
  - 亀井町
  - 田町
  - 玉藻町
  - 丸の内1番〜11番
  - 内町1番〜3番、6番、7番
  - 寿町一丁目・二丁目
  - 西の丸町
  - 西内町
  - 丸亀町
  - 兵庫町
  - 古新町
  - 磨屋町
  - 紺屋町
  - 鍛冶屋町
  - 天神前
  - 宮脇町一丁目・二丁目
  - 西宝町一丁目〜三丁目
  - 亀岡町
  - 中央町
  - 中新町
  - 旅篭町
  - 藤塚町一丁目1番
  - 中野町
  - 茜町
  - 西町
  - 峰山町
  - 鶴市町1701番〜1768番
  - 紫雲町

## 進学前小学校
- 高松市立新番丁小学校
- 高松市立亀阜小学校

## 交通
- JR高徳線昭和町駅より徒歩7分
- ことでんバス下笠居・香西線／高松西高線 紫雲中学校前バス停より徒歩3分

## 著名な出身者
- 井上愛（バスケットボール選手）
- 白井常信（東京都議会議員）　※文京区立第七中学校へ転出
- 大河賢二郎（社会人野球選手、アマチュア野球指導者）
- 中北浩仁（アイスホッケー選手・指導者）
- 袴田武史（ispace創業者・CEO、元HAKUTO代表）
- 梶田将司（京都大学教授）